# Spiegelau
Spiegelau település Németországban, azon belül Bajorországban. Lakosainak száma 3918 fő (2023. december 31.). Spiegelau Eppenschlag, Schönberg, Grafenau, Sankt Oswald-Riedlhütte, Frauenau és Kirchdorf im Wald községekkel határos.

## Népesség
A település népessége az elmúlt években az alábbi módon változott:
| Lakosok száma | 4429 | 2480 | 3911 | 3898 | 3824 | 3864 | 3875 | 3887 | 3828 | 3918 |
|               | 1970 | 1975 | 2011 | 2012 | 2014 | 2015 | 2017 | 2019 | 2022 | 2023 |